# Gyrus orbitalis medialis
De gyrus orbitalis medialis is een hersenwinding aan het orbitale oppervlak van de frontale kwab van de grote hersenen. Aan de mediale zijde loopt de sulcus olfactorius die de grens vormt met de gyrus rectus. Aan de laterale zijde loopt de sulcus orbitalis medialis. De hersengroeve bestaat uit de ramus rostralis sulci orbitalis medialis, die de gyrus orbitalis medialis scheidt van de gyrus orbitalis anterior en de ramus caudalis sulci orbitalis medialis, die de grens vormt met de gyrus orbitalis posterior. Door de gyrus orbitalis medialis loopt de sulcus fragmentosus.